# Dendrobium tetrabrachium
Dendrobium tetrabrachium är en orkidéart som beskrevs av Jeffrey James Wood. Dendrobium tetrabrachium ingår i släktet Dendrobium, och familjen orkidéer. Inga underarter finns listade i Catalogue of Life.